# Квін-Анн (Меріленд)
Квін-Анн (англ. Queen Anne) — місто (англ. town) в США, в округах Талбот і Графство королеви Анни штату Меріленд. Населення — 192 особи (2020).

## Географія
Квін-Анн розташований за координатами 38°55′9″ пн. ш. 75°57′13″ зх. д. / 38.91917° пн. ш. 75.95361° зх. д. (38.919090, -75.953522).  За даними Бюро перепису населення США в 2010 році місто мало площу 0,35 км², з яких 0,34 км² — суходіл та 0,01 км² — водойми.

## Демографія
Згідно з переписом 2010 року, у місті мешкали 222 особи в 83 домогосподарствах у складі 54 родин. Густота населення становила 637 осіб/км².  Було 89 помешкань (255/км²).
Расовий склад населення:
| - 94,6 % — білих - 2,3 % — чорних або афроамериканців - 1,8 % — азіатів |

До двох чи більше рас належало 1,4 %. Частка іспаномовних становила 0,0 % від усіх жителів.
За віковим діапазоном населення розподілялося таким чином: 27,0 % — особи молодші 18 років, 63,1 % — особи у віці 18—64 років, 9,9 % — особи у віці 65 років та старші. Медіана віку мешканця становила 34,8 року. На 100 осіб жіночої статі у місті припадало 93,0 чоловіків;  на 100 жінок у віці від 18 років та старших — 105,1 чоловіків також старших 18 років.
Середній дохід на одне домашнє господарство  становив 61 713 долари США (медіана — 56 500), а середній дохід на одну сім'ю — 66 644 долари (медіана — 68 365). Медіана доходів становила 49 375 доларів для чоловіків та 54 063 долари для жінок. За межею бідності перебувало 4,0 % осіб, у тому числі 0,0 % дітей у віці до 18 років та 0,0 % осіб у віці 65 років та старших.
Цивільне працевлаштоване населення становило 143 особи. Основні галузі зайнятості: освіта, охорона здоров'я та соціальна допомога — 16,8 %, будівництво — 12,6 %, фінанси, страхування та нерухомість — 11,9 %.